# Grabowskia
Grabowskia – rodzaj roślin z rodziny psiankowatych. Nazwa rodzajowa nadana została na cześć botanika Fryderyka Grabowskiego. 

## Systematyka
Synonimy
Pukanthus Raf.
Pozycja systematyczna według APweb (aktualizowany system APG III z 2009)
Należy do rodziny psiankowatych (Solanaceae) Juss., która wraz z siostrzaną rodziną Convolvulaceae jest jednym z dwóch kladów w obrębie rzędu psiankowców (Solanales) Dumort. i klasy roślin okrytonasiennych.
Pozycja w systemie Reveala (1993-1999)
Gromada okrytonasienne (Magnoliophyta Cronquist), podgromada Magnoliophytina Frohne & U. Jensen ex Reveal, klasa Rosopsida Batsch, podklasa jasnotowe (Lamiidae  Takht. ex Reveal), nadrząd Solananae R. Dahlgren ex Reveal, rząd psiankowce (Solanales Dumort.), podrząd Solanineae Engl., rodzina psiankowate (Solanaceae Juss.), podrodzina Grabowskioideae (Miers) Miers, plemię Grabowskieae Hook.f. in Le Maout & Decne., podplemię Grabowskiinae Miers, rodzaj grabowskia (Grabowskia Schltdl.). 
Gatunki
- Grabowskia ameghinoi, Speg.
- Grabowskia boerhaaviaefolia Kuntze
- Grabowskia geniculata Hitchc.
- Grabowskia glauca, I.M.Johnst.
- Grabowskia megalosperma, Speg.
- Grabowskia schizocalyx, Dammer
- Grabowskia sodiroi, Bitter
- Grabowskia spegazzinii, Dusén